# Тракторный завод (станция метро, Харьков)
«Тра́кторный заво́д» (укр. Тракторний завод,  (слушать)о файле) — станция Харьковского метрополитена на Холодногорско-Заводской линии. Расположена между станциями «Имени А. С. Масельского» и «Индустриальная».

## Описание
Выходы ведут к главной проходной Харьковского тракторного завода, железнодорожной станции «Лосево I», к автобусной станции и проспекту Архитектора Алёшина. Автобусы и маршрутки соединяют станцию с поселками ХТЗ, Фрунзе, Восточным. Неподалёку расположен парк Маяковского и зелёная зона, отделяющие завод от жилых домов. Уникальность станции заключается в том, что Восточный вестибюль расположен выше Западного — платформа покатая, её Восточный край, соответственно выше Западного.
Станция односводчатого типа. Пущена в эксплуатацию 11 августа 1978 года.

## Галерея

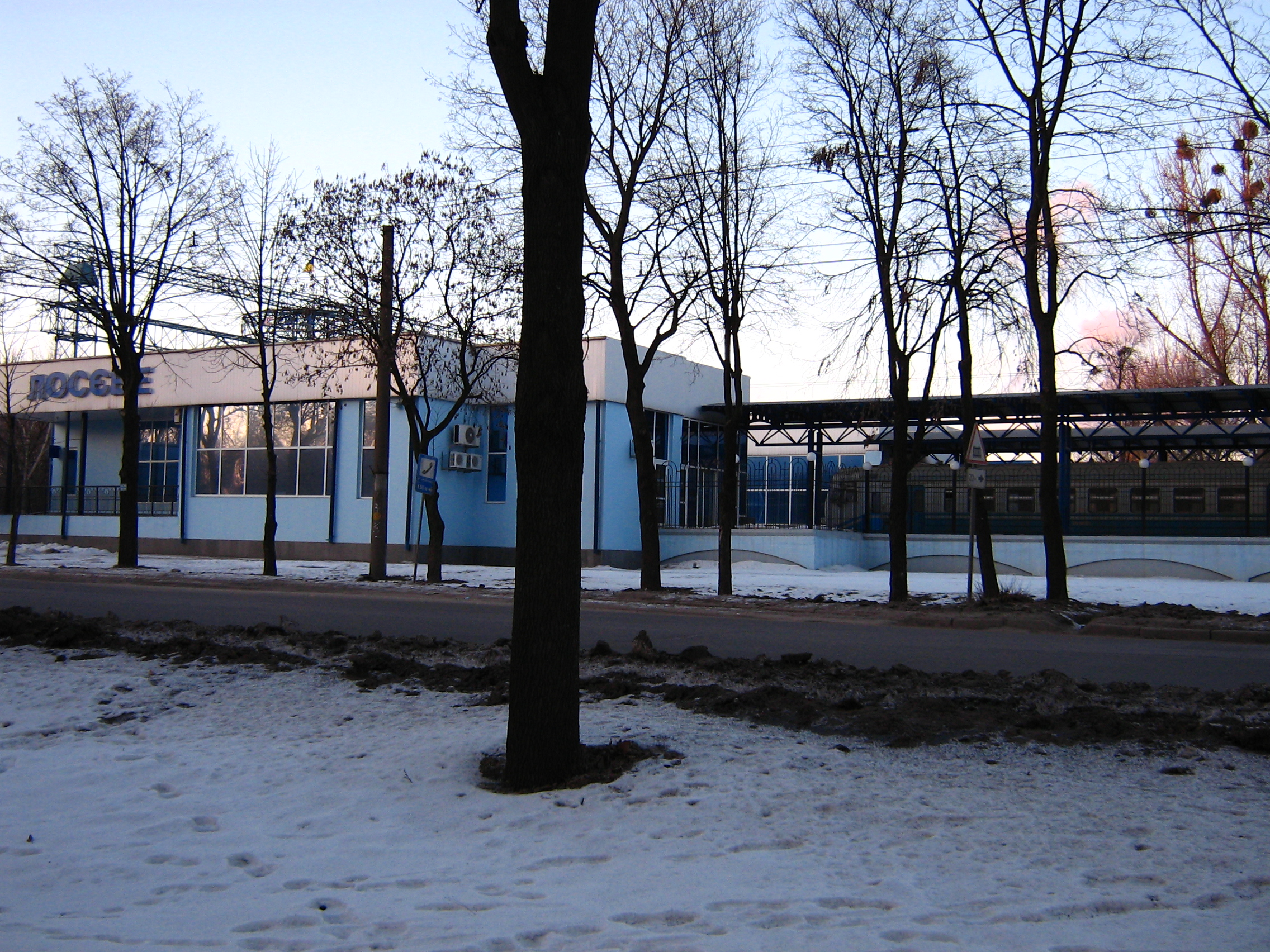
Железнодорожная станция Лосево возле станции метро «Тракторный завод»
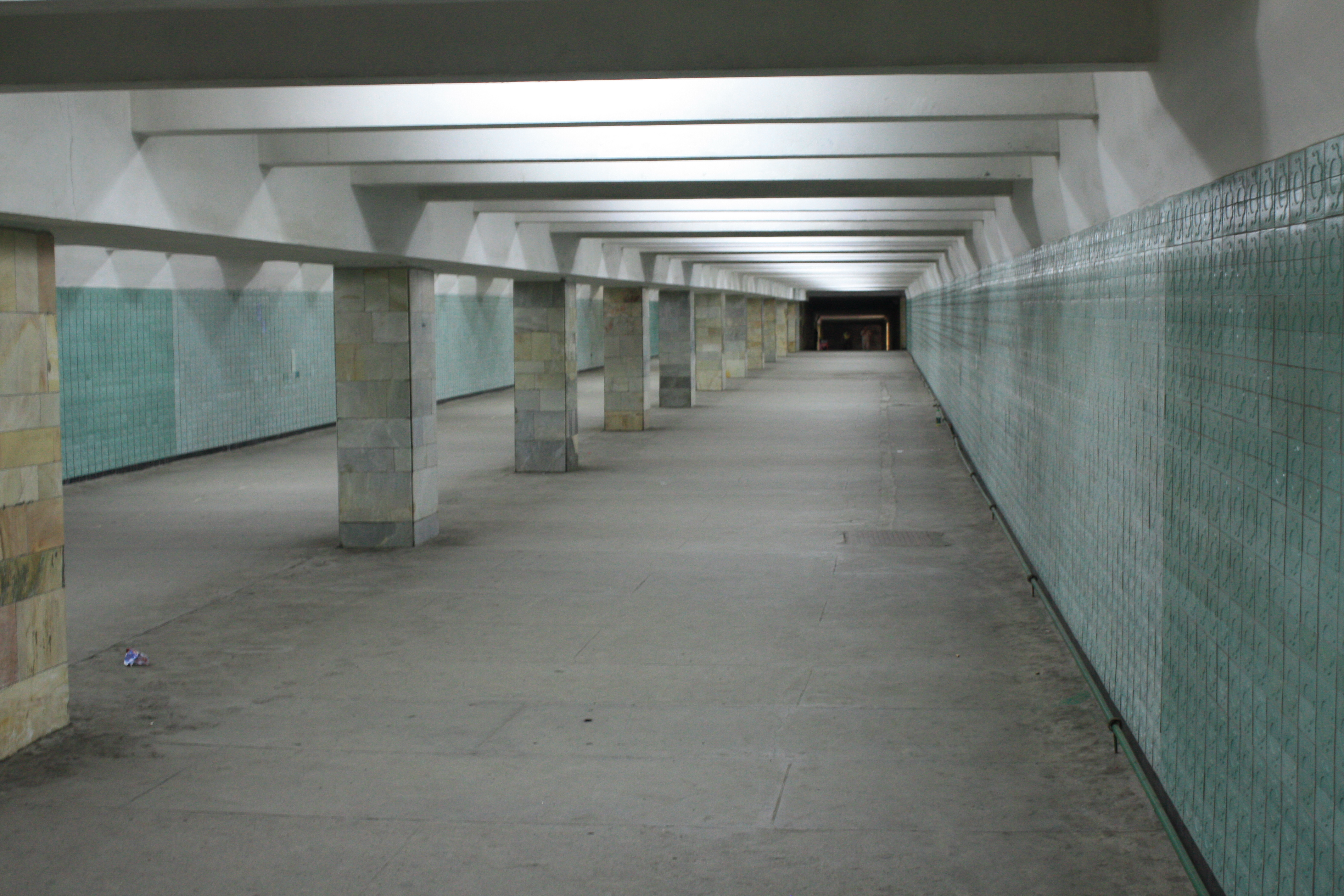
Переход станции метро Тракторный Завод
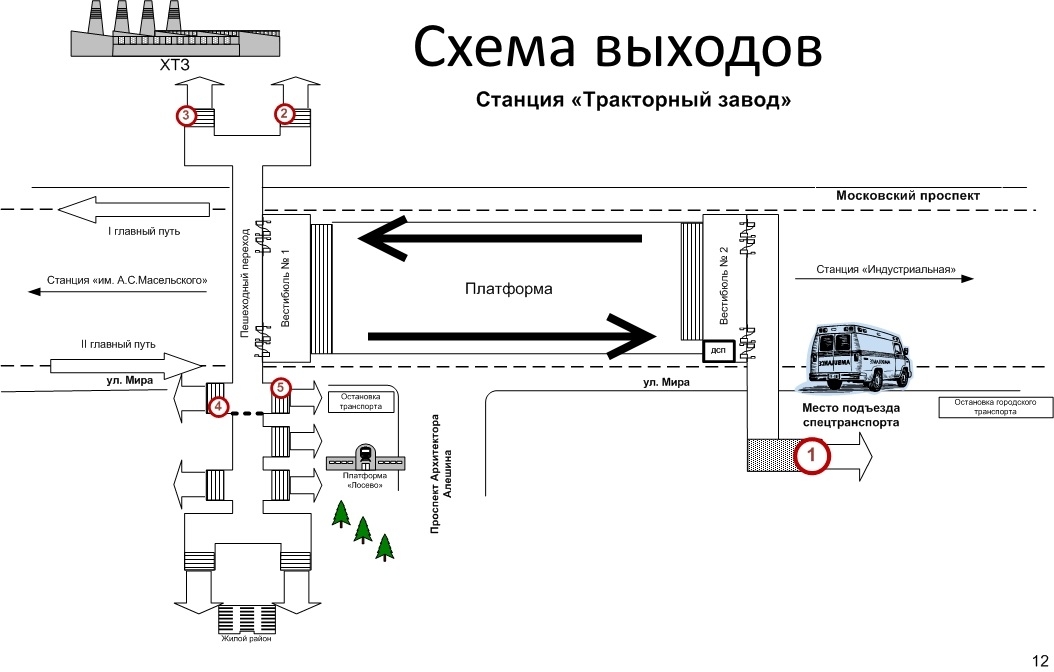
Схема выходов станции